# Anphira guianensis
Anphira guianensis is een pissebed uit de familie Cymothoidae. De wetenschappelijke naam van de soort is voor het eerst geldig gepubliceerd in 2002 door Thatcher.